# Cachorro-quente
Um cachorro-quente (também conhecido pelo anglicismo hot dog) é uma comida típica dos Estados Unidos em que se coloca salsicha dentro de um pão sovado.
Nos Estados Unidos, o preparo típico do cachorro-quente é colocando a salsicha com o molho agridoce, picles à base de pepino, mostarda e ketchup. Também são muito utilizados o chucrute (repolho azedo) e o chili, espécie de massa de feijão com carne moída picante. No Brasil, a forma de se fazer o cachorro-quente depende da região do país.
No estado de São Paulo, o preparo do prato utiliza purê de batata, enquanto que, no Rio de Janeiro, usa-se ovo de codorna. Já em Minas Gerais e Goiás, é servido com milho verde e batata palha e na Paraíba, é feito com carne moída e/ou frango desfiado, com carne moída e verdura picada por cima da salsicha. Em Pernambuco, o recheio do pão de cachorro-quente é uma mistura a base de carne moída e salsicha, ou apenas uma delas. Em Santa Catarina, especialmente durante a realização da Oktoberfest, na cidade de Blumenau, além dos ingredientes tradicionais, acrescenta-se o chucrute (conserva de repolho fermentado típica da culinária germânica).
Em geral, acompanha-se o cachorro-quente com maionese, ketchup, mostarda, molhos à base de tomate (quente ou frio), pimentão e cebola ou ainda outros ingredientes como batata palha, salpicão, maionese caseira, maionese temperada, tomate, beterraba, pepino, ervilha, milho, purê de batata, toucinho, requeijão, farofa, entre outros.

## História

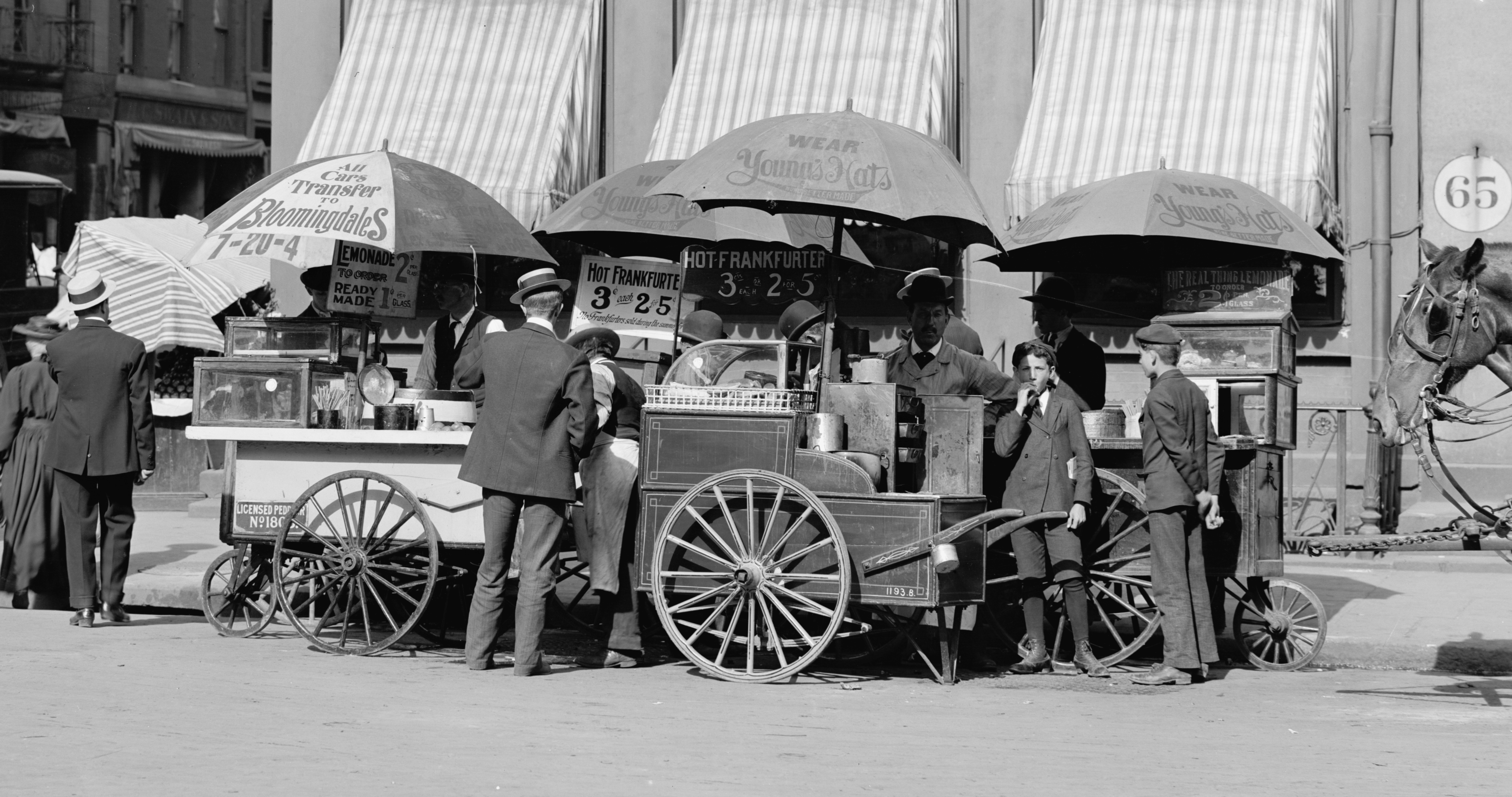
Barracas de cachorro-quente em Nova Iorque em 1906

Existem três teorias sobre o surgimento desse peculiar sanduíche:
- A mais conhecida é a de um açougueiro de Frankfurt, na Alemanha. Em 1852, ele resolveu batizar as salsichas que fabricava com o nome da raça de seu cachorro: Dachshund.[8]
- Um imigrante alemão, Charles Feltman, levou essa salsicha para os Estados Unidos em 1880. Lá, criou um sanduíche quente com pão, salsicha e molhos.

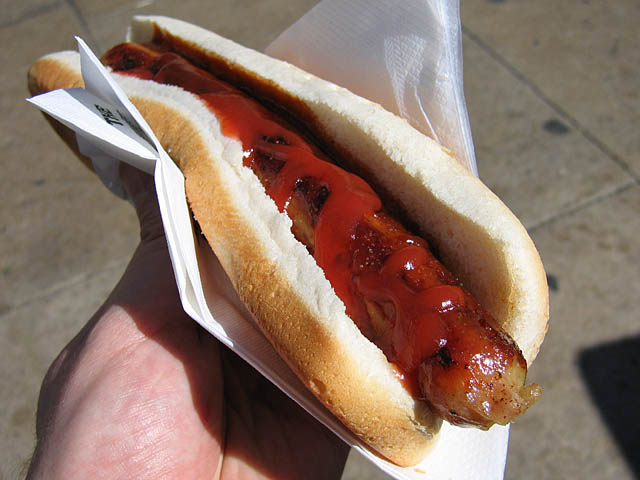
Um cachorro-quente

- Em 1904, na cidade de Saint Louis, nos Estados Unidos, um vendedor de salsicha quente criou uma maneira de os seus fregueses não queimarem a mão. A quem comprasse suas salsichas, ele oferecia luva de algodão limpíssima. Só que os clientes se esqueciam de devolvê-las e ele acabava tendo prejuízo. Seu cunhado, que era padeiro, sugeriu que o salsicheiro pusesse as luvas de lado e começasse a usar pão.

No Brasil, por volta de 1926, o empresário Francisco Serrador, que idealizou a famosa Cinelândia, no Centro da cidade do Rio de Janeiro, lança o cachorro-quente em seus cinemas. A novidade inspirou Lamartine Babo e Ary Barroso, a criarem em 1928, a marchinha de carnaval "Cachorro-Quente".
E a partir de 1945, depois da Segunda Guerra Mundial, quando o Brasil passou a sofrer grande influência da cultura americana, o cachorro-quente conquistou definitivamente espaço nesse país.

## Recordes
No Brasil, a RankBrasil homologou e certificou o recorde de maior cachorro-quente, em 2014, para uma lanchonete localizada na cidade de Quatro Barras, Paraná, que produziu o prato com 8,72 metros de comprimento e peso de 91,15 quilogramas. O maior cachorro-quente do mundo, no entanto, foi fabricado nos Estados Unidos pela empresa Juicy’s Outlaw Grill em 2014: tinha 57 quilogramas, dos quais 23 quilogramas só de salsicha; foi colocado à venda ao preço de mil dólares estadunidenses; e entrou na lista da publicação Guinness World Records.

## Dia do cachorro quente
No Brasil, o dia do cachorro quente é comemorado em 9 de setembro.